# 오창 나들목
오창 나들목(Ochang IC)은 충청북도 청주시 청원구 오창읍 농소리에 있는 중부고속도로의 30번 교차로이다. 나들목 진출입로 및 요금소는 오창읍 농소리, 탑리와 접하고 있다. 중부고속도로 개통 당시에는 없었으나 1998년 12월 31일에 오창과학산업단지의 조성에 따라 오창과학산업단지와 청주국제공항의 고속도로 접근성 증가를 위해 신설되었다. 오창읍내로 진출할 수 있으며, 인근에 오창과학산업단지, 충북선 오근장역, 청주국제공항이 있다.

## 연혁
- 1997년 2월 24일 : 1998년 12월까지 나들목 신설을 위해 충청북도 청원군 오창면 상평리 ~ 양청리 920m 구간 도로구역 변경[2][3]
- 1998년 12월 31일 : 나들목 개통과 함께 영업 개시[4]

## 구조물 정보
- 위치: 충청북도 청주시 청원구 오창읍 양청리, 송대리, 상평리, 기암리
- 영업소: 충청북도 청주시 청원구 오창읍 중부고속도로 14

## 접속하는 도로
- 국가지원지방도 제96호선 (나들목 남단으로 직결 예정)
- 지방도 제540호선 (오창대로)
- 간접 연결 : 국도 제17호선 (공항로, 공항 교차로 이용), 지방도 제508호선 (중부로, 오창과학산업단지 교차로 이용)

## 교통량 정보
| 요금소        | 통행량 (대/일) | 통행량 (대/일) | 통행량 (대/일) | 통행량 (대/일) | 통행량 (대/일) | 통행량 (대/일) | 통행량 (대/일) | 통행량 (대/일) | 통행량 (대/일) | 통행량 (대/일) | 각주  |
| 요금소        | 2001년         | 2002년         | 2003년         | 2004년         | 2005년         | 2006년         | 2007년         | 2008년         | 2009년         | 2010년         | 각주  |
| ------------- | -------------- | -------------- | -------------- | -------------- | -------------- | -------------- | -------------- | -------------- | -------------- | -------------- | ----- |
| 오창 (폐쇄식) | 4,002          | 4,721          | 4,850          | 4,928          | 5,497          | 6,538          | 6,997          | 7,487          | 8,666          | 9,021          | [ 5 ] |
| 요금소        | 2011년         | 2012년         | 2013년         | 2014년         | 2015년         | 2016년         | 2017년         | 2018년         | 2019년         |                | [ 5 ] |
| 오창 (폐쇄식) | 9,294          | 9,401          | 9,990          | 10,232         | 10,766         | 10,445         | 9,775          | 9,150          | 9,265          |                | [ 5 ] |